# Erik Marquardt

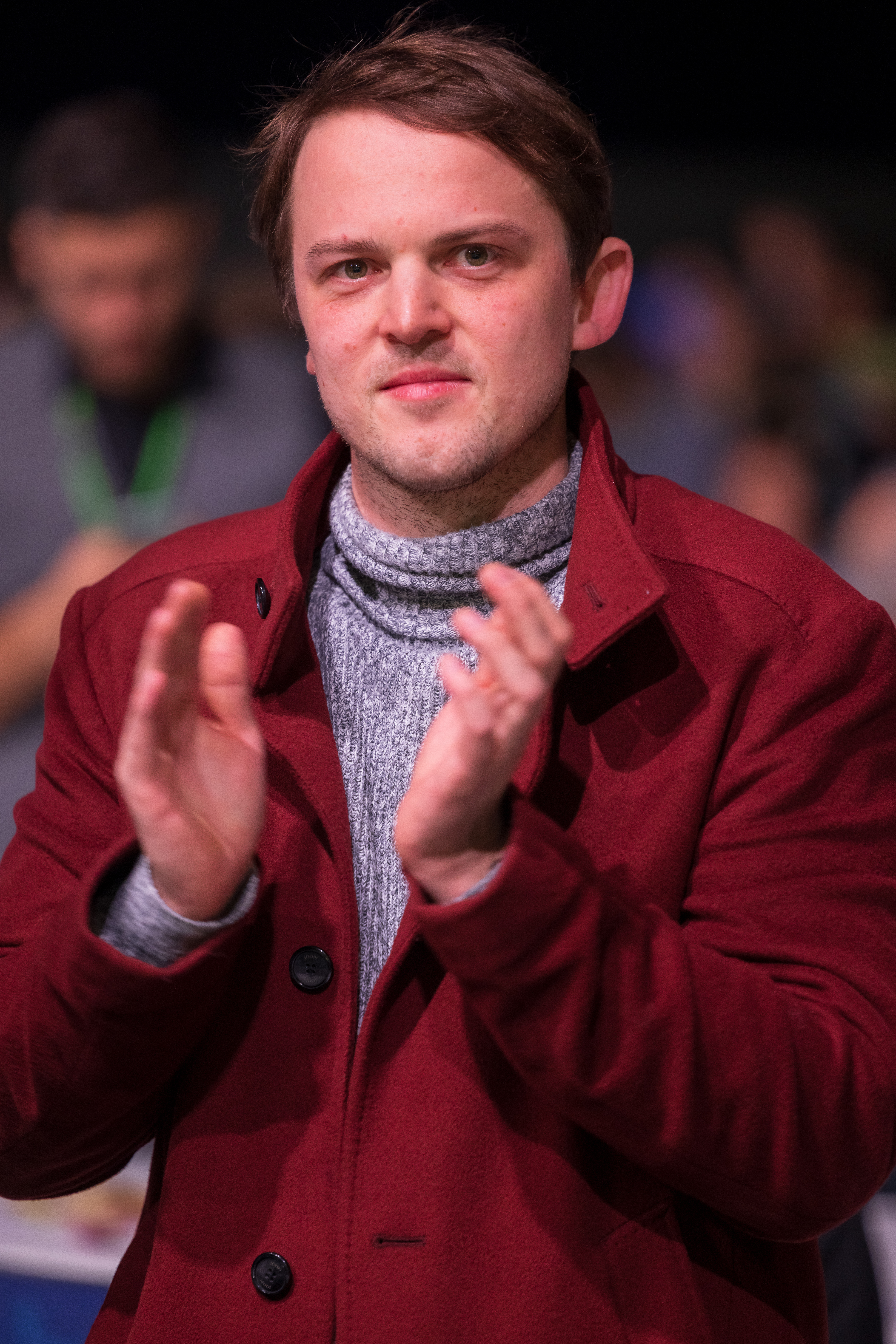
Erik Marquardt, 2023

Erik Marquardt (* 20. Oktober 1987 in Neubrandenburg) ist ein deutscher Fotojournalist und Politiker. In den Jahren 2014 und 2015 war er Bundessprecher der Grünen Jugend. Seit 2015 dokumentiert er die Situation von Geflüchteten auf verschiedenen Fluchtrouten nach und in Europa. Seit November 2015 ist er Mitglied im Parteirat von Bündnis 90/Die Grünen. Seit der Europawahl 2019 ist er Mitglied des Europäischen Parlaments in der Fraktion Die Grünen/Europäische Freie Allianz.

## Ausbildung und Hochschulpolitik
Marquardt wuchs in Wilhelmshagen im Berliner Bezirk Treptow-Köpenick auf. Nach seinem Abitur in Berlin-Friedrichshagen studierte er von 2008 bis 2013 Chemie an der Technischen Universität Berlin (TUB). Ab 2011 studierte er Politik, Verwaltung und Soziologie an der Fernuniversität Hagen. Keine der Studiengänge schloss er bisher erfolgreich ab. Von 2010 bis Oktober 2014 war er Mitglied im Kuratorium der TUB. Von 2011 bis 2013 war er Mitglied im Vorstand des freien zusammenschlusses von student*innenschaften (fzs).
Von Studienbeginn an war Marquardt in verschiedenen Hochschulgremien politisch tätig, so an der TUB in AStA-Referaten, im Studierendenparlament, in der Kommission für Lehre und Studium, im Kuratorium, bei Campusgrün, im Aktionsbündnis gegen Studiengebühren, beim Bildungsstreik und in der Stadtpolitik. Im fzs-Vorstand betreute er die Ausschüsse Studienreform, Verfasste Studierendenschaft/Politisches Mandat, Frauen- und Genderpolitik, die Ausschüsse für sieben Bundesländer sowie die Arbeitskreise Antifaschismus / Antirassismus und Ökologie.
Am 25. Januar 2012 führte der Ausschuss für Bildung, Forschung und Technikfolgenabschätzung des Deutschen Bundestags ein live gesendetes Fachgespräch zu Studiengebühren durch. Marquardt nahm als fzs-Vorstandsmitglied und einziger Student daran teil. In seiner Stellungnahme lehnte er eine „Campusmaut“ prinzipiell ab, weil Bildung ein öffentliches Gut und ein Menschenrecht sei, das der Staat gewährleisten müsse. Die Abwägung zwischen Nützlichkeit oder abschreckender Wirkung der Gebühren, die andere geladene Experten vorrangig behandelt hatten, lenke vom entscheidenden Punkt ab: „Menschenrechte kauft man nicht, die muss der Staat sicherstellen“. Kein anderer Experte ging auf dieses Argument ein.

## Fotojournalist und Flüchtlingshelfer

### Türkei, Griechenland, Balkan
Ab 2014 arbeitete Marquardt als freier Fotojournalist. Ab Juli 2015 dokumentierte er die Situation von Geflüchteten auf der Balkanrouten mit Fotografien und Videos und versuchte, ihnen zu helfen. Hierüber hielt er Vorträge in Deutschland, um Geflüchteten ein Gesicht zu geben und Vorurteilen entgegenzutreten. Im November 2015 dokumentierte er die Ankunft von überladenen Flüchtlingsbooten aus der Türkei auf der griechischen Insel Lesbos, unterstützte Geflüchtete und zeigte fehlende und mangelhafte Versorgung mit Medizin, Nahrung, trockener Kleidung und Unterbringung auf. Er kritisierte das Verhalten der EU scharf: Sie reagiere viel zu langsam auf die Not und fördere die Fluchtbewegungen mit ihren Verhandlungen über künftige Grenzschließungen. Es sei „einfach sehr erbärmlich, dass die EU keine sicheren Fluchtwege ermöglicht und Menschen, die nach EU-weiter Rechtslage schutzbedürftig sind auf diesen Leidensweg schickt“.
Bis 2017 besuchte er etwa 20 Mal Fluchtrouten über den Balkan sowie Lager in Mazedonien und Serbien und berichtete über die Gewalt, Gefahren und Haftschikanen, denen Geflüchtete dort ausgesetzt sind. Im April 2017 berichtete er über das Lager von Idomeini an der griechisch-mazedonischen Grenze. Er zeigte die Versuche der Bewohner, ihre aussichtslose Situation zu bewältigen, ihre Solidarität miteinander und Gastlichkeit gegenüber Besuchern. Er berichtete über vom Militär betriebene Camps im Grenzgebiet, fehlenden Zugang für Hilfsorganisationen und Journalisten und mangelnde ärztliche Versorgung. Er appellierte an die deutsche Politik, diesen Menschen eine Perspektive zu geben und sie in leerstehende deutsche Erstaufnahmelager aufzunehmen.
Durch mehrere jährliche Besuche der Insel Lesbos wurde Marquardt Zeuge der Eskalation von Not und Gewalt in den und um die Flüchtlingslager infolge der europäischen Abschottungspolitik. Im April 2016 erlebte er den Besuch von Papst Franziskus in Moria und dessen folgenlosen Appell an die Menschenwürde. Er sah, dass durch das EU-Türkei-Abkommen vom 18. März 2016 die Fluchten stark zunahmen, die Lager stark überfüllt wurden und die humanitäre Lage sich dort rapide verschlimmerte. Weil die Zelte auch im Winter unbeheizt blieben, machten viele Bewohner darin Feuer. Einige erfroren, andere starben an Rauchvergiftung. Es kam mehrmals zu Bränden, die mangels rechtzeitigem Eingreifen der Feuerwehr viele Bewohner obdachlos machten. Weil die griechische Regierung eine menschenwürdige Unterbringung vermied, die Asylverfahren um Jahre verzögerte und die Lager nicht kontrollieren ließ, bildeten sich dort Mafia- und Selbstschutzgruppen. Morde und Suizide, auch von Kindern, nahmen zu. Ab 2019 verschärfte die neue griechische Regierung das nationale Asylrecht nochmals und gab Pläne zum Bau neuer Internierungslager bekannt. Es folgten Proteste der Inselbevölkerung und der Lagerbewohner. Im Februar 2020 erlebte Marquardt einen Polizeieinsatz, bei dem rund 200 Beamte Tränengas auf Familien und Kinder schossen, dann selbst Steine warfen und Autos demolierten, bis der Bürgermeister von Lesbos sie zum Rückzug drängte. Am 27. Februar 2020 beschloss der türkische Staatschef Recep Tayyip Erdoğan, als Rache für einen russischen Überfall auf türkische Grenzsoldaten die türkisch-griechischen Grenzen zu öffnen. Marquardt erlebte die Reaktionen: Griechische Grenzsoldaten erschossen mindestens zwei Fliehende, Griechenland setzte das Asylrecht komplett aus, steckte Ankommende entweder jahrelang in Geheimgefängnisse oder schob sie ohne jede Rechtsstaatlichkeit direkt wieder in die Türkei ab. Er kritisierte, dass EU-Kommissionspräsidentin Ursula von der Leyen und der CSU-Politiker Manfred Weber das Verhalten Griechenlands als Verteidigung gegen einen Angriff der Türkei auf Europa darstellten und damit rückwirkend das Erschießen von Flüchtlingen legitimierten, das die AfD-Politikerin Beatrix von Storch 2015 gefordert habe.

### Mittelmeer
Im Frühjahr 2017 nahm Marquardt an mehreren Rettungseinsätzen des Schiffs Sea Eye im Mittelmeer teil. Ende Mai 2017 beteiligte er sich an einer Rettungsaktion für rund 500 Passagiere einiger überfüllter, manövrierunfähiger und sinkender Schlauchboote vor der Küste Libyens. Viele Rechtsextreme bedrohten und beschimpften ihn deshalb auf Twitter und Facebook. Ab Juli 2017 berichtete er in Deutschland über die Einsätze und ständige Überforderung der Seenotretter: Niemand wisse, wie viele Menschen unbemerkt ertrinken. Die Staaten Europas beteiligten sich kaum noch an der Seenotrettung. Die Retter wüssten: „Wenn du es nicht machst, sterben diese Menschen.“ Regierungssprecher diffamierten ihre Rettungsaktionen als „Shuttle-Service nach Europa“ und wollten Menschen ertrinken lassen, um andere abzuschrecken. Er kritisierte die Zusammenarbeit der EU mit der libyschen Küstenwache, die Geflüchtete in Folterlager Libyens zurückbringt und Rettungen aktiv behindert. Man müsse von vernünftigen Menschen den Konsens erwarten, „dass Leute, die sich warum auch immer zur Flucht entscheiden, dafür nicht mit ihrem Leben bezahlen sollen.“ In Fotovorträgen berichtete Marquardt über die Fluchtroute aus Libyen, die dortigen Lager, Misshandlungen und Gewalterfahrungen der Geflüchteten, die Lebensgefahren ihrer Flucht in Hochsee-untauglichen überfüllten Schlauchbooten. Er dokumentierte den Ablauf der Rettungseinsätze, die Belastungen für alle Beteiligten und die Zusammenarbeit der libyschen Küstenwache mit Schleppern.
Im Juli 2017 trat Marquardt der unbelegten Behauptung von Bundesinnenminister Thomas de Maizière und anderen Regierungspolitikern öffentlich entgegen, dass freiwillige Seenotretter mit Schleppern zusammenarbeiten würden. Die Behauptung, NGO-Schiffe stellten ihre Transpondersignale ab und verschleierten so ihre Position, um Geflüchtete nahe Libyens Küste abzuholen, sei falsch und durch allgemein nachprüfbare Schiffssignale jederzeit widerlegbar. Keine EU-Regierung prangere den strafbaren Einsatz der C Star der rechtsextremen Identitären zum Behindern von Rettungsaktionen und die Geheimhaltung seiner Position an. Keine werfe dem Militär, das die meisten Flüchtlinge rette, Schlepperei vor. Stattdessen finanziere man die libysche Küstenwache, die mit Schleppern zusammenarbeite und Flüchtlingsboote schon mehrfach beschossen habe. Der Vorwurf, NGO-Schiffe würden Geflüchtete regulär aus libyschen Gewässern retten und sie mit Signallichtern anlocken, sei als falsch erwiesen. Es handele sich um eine gezielte Lügenkampagne europäischer Regierungsvertreter, um vom eigenen Versagen und tausenden Toten vor Europas Außengrenzen ablenken. Diese würden zur Abschreckung von Flüchtlingen bewusst in Kauf genommen: „Das Ziel sind nicht Menschenrechte, sondern rechte Menschen. Man will verdeutlichen: Auch wir greifen hart durch, ihr müsst nicht die Rechtspopulisten wählen“.
Im Mai 2018 dokumentierte Marquardt Rettungseinsätze des Schwesterschiffs „Seefuchs“ und war Zeuge, als das zuständige Maritime Rescue Coordination Center Rom (MRCC) dem überfüllten, vom Kentern bedrohten Schiff tagelang jede Hilfe verweigerte. Nach seinem Bericht befahlen italienische Behörden dem Schiff, die Geretteten selbst an Land zu bringen und einen weiter entfernten Hafen anzulaufen, der ihm dann zunächst das Einlaufen verweigerte. Darum mussten 138 Flüchtlinge und die Helfer zwei Tage lang schutzlos, ohne Wasser und in ständiger Gefahr, über Bord zu gehen, zusammengepfercht auf dem Deck der Seefuchs ausharren. Marquardt vermutete dahinter eine Schikane, um Flüchtlinge und Helfer abzuschrecken. Die italienische Regierung und die EU zogen sich damals immer mehr aus der Seenotrettung zurück und vereinbarten stattdessen mit Libyens Küstenwache, Migranten am Ablegen zu hindern oder nach Libyen zurückzubringen. Nach einem Bericht des UN-Hochkommissars für Menschenrechte überließ diese Flüchtlinge öfter dem Ertrinken oder raubte sie aus oder erschoss sie sogar. Laut Marquardt umgeht die EU mit dieser Kooperation ihr eigenes Recht, wonach von europäischen Schiffen aufgenommene Schiffbrüchige zum nächsten sicheren Hafen gebracht werden müssen. Das Bürgerkriegsland Libyen gelte nicht als sicher. Doch das MRCC in Rom informiere die libysche Küstenwache gezielt über entdeckte Flüchtlingsboote auf dem Meer. Diese bringe die aufgegriffenen Menschen dann in Haftzentren, wo sie laut Amnesty International ausgebeutet und misshandelt werden.

### Civilfleet
Ab Juli 2018 unterstützte Marquardt den Spendenaufruf #Civilfleet des Fernsehmoderators Klaas Heufer-Umlauf: Dieser wollte von einer Reederei am Mittelmeer ein Schiff mieten und zur privaten Seenotrettung einsetzen, weil staatliche Stellen andere NGO-Rettungsschiffe damals am Auslaufen hinderten. Marquardt erwartete steigende Kosten der Mission, weil das gemietete Schiff am Einlaufen in einen Hafen gehindert werden könne. Er übernahm den Vorsitz des Vereins Civilfleet, der insgesamt knapp 300.000 Euro an Spenden erhielt. Diese wurden laut einem Medienbericht großenteils für Umbau, Ausrüstung, Umflaggung, Registrierung und eine mehrmonatige Charterung des Schiffs Golfo Azzurro ausgegeben. Weil die Kosten wegen bürokratischer Widerstände immer weiter stiegen, wurde dieses Projekt im August 2019 abgebrochen, bevor das Schiff eingesetzt werden konnte. Laut Marquardt ermöglichte der Verein mit den Spendengeldern Ende 2018 jedoch eine Mission der NGO Sea-Eye, die 17 Menschenleben rettete, und kaufte ein Schnellboot für dessen Schiff Sea-Watch 3, mit dem die Crew von Carola Rackete 53 Menschen rettete.
Er erklärte, die Golfo Azzurro habe anfangs in zehn Tagen startklar zum Auslaufen sein sollen. Jedoch habe Panama, unter dessen Flagge das Schiff wie andere Seenotrettungsschiffe lief, diesen die Registrierung entzogen. Italiens Regierung mit Innenminister Matteo Salvini habe dies von Panama gefordert. Ohne die Panamaflagge wäre das Auslaufen der Golfo Azurro illegal gewesen. Daraufhin habe der Verein mit dem Eigner vereinbart, das Schiff unter der Flagge des Inselstaats Vanuatu zu registrieren. Der Verein wollte sich mit maximal 30.000 Euro an den Kosten der Umregistrierung beteiligen, wenn das Schiff dann auslauffähig sein würde. Der Flaggenwechsel konnte jedoch aufgrund politischen Drucks anderer Staaten bis September 2019 nicht abgeschlossen werden. Der Verein habe anders als andere NGOs kaum finanzielle und organisatorische Reserven gehabt, „um auf politische Tricks zu reagieren“. Bei fünfstelligen täglichen Charterkosten seien 300.000 Euro rasch verbraucht. Auch weil nicht absehbar war, wann die Rettungseinsätze wieder erlaubt sein würden, habe man das Projekt abgebrochen. Bei allen wichtigen Entscheidungen habe man Experten, die auch für andere NGOs arbeiteten, einbezogen. Mit den Spenden für Civilfleet seien andere Missionen erfolgreich durchgeführt worden. Der Verein werde die Ausrüstung der Golfo Azzurro nun anderen Seenotrettungsschiffen zur Verfügung stellen und vom Eigner fünfstellige Darlehen und Vorschüsse zurückfordern. Damit werde man weiter andere Seenotrettungsorganisationen unterstützen.

### Leave no one behind
Von Februar bis Juli 2020 blieb Marquardt auf der Insel Lesbos, beobachtete und berichtete über die Situation im Flüchtlingslager Moria und im Flüchtlingslager Kara Tepe. Von Beginn an warnte er eindringlich vor der Gefahr, dass die COVID-19-Pandemie unter den ungeschützten, medizinisch und hygienisch unversorgten Geflüchteten in den Lagern ausbrechen könne, und forderte deren Evakuierung. Dazu gründete er im März mit Lars Eidinger, Carola Rackete und Joko Winterscheidt die Initiative „Leave no one behind“. Diese fordert von den Regierungen Europas, die Menschen in den Lagern dem SARS-CoV-2-Virus nicht schutzlos auszuliefern. Sie sollten „den Schwächsten in der Gesellschaft solidarisch beiseite stehen und ihnen die gleichen Menschenrechte gewähren, die wir uns selber auch zugestehen.“
Ende März 2020 verwies Marquardt darauf, dass die griechische Regierung die Schutzmaßnahmen für 20.000 Lagerbewohner auf Lesbos verringert habe und die Infrastruktur zusammengebrochen sei. Man erlebe eine „selbst herbeigeführte humanitäre Katastrophe“. Es habe 24 Stunden lang kein Wasser im Lager mehr gegeben; zugleich fordere EU-Kommissionspräsidentin Ursula von der Leyen die Europäer zum täglichen Händewaschen auf. Die freiwilligen Helfer versuchten, die Lagerbewohner zu informieren und vorzubereiten, könnten die Pandemie aber nicht verhindern. Die EU müsse dringend einen Plan für Schutzmaßnahmen vor Ort und Zugang zur medizinischen Versorgung erstellen. Dass sich die EU-Staaten nicht einmal über das Unterbringen und Verteilen von 1.600 Kindern aus dem Lager Moria einigen könne, mache ihn fassungslos. Europa sei offensichtlich nicht mehr fähig, europäische Werte zu verteidigen. Das Versagen bei der Krisenbewältigung zugunsten von Wählerstimmen stärke die Rechtspopulisten. Die EU folge inzwischen dem unwürdigen „Konzept, unsere Außengrenzen gefährlicher zu machen als Bürgerkriegsgebiete“. Er berichtete über Neonazis, die Jagd auf Geflüchtete, Journalisten und NGO-Mitarbeiter auf der Insel machten. Die lokale Polizei dulde und ignoriere diese Angriffe, obwohl die NGO-Mitarbeiter die einzigen seien, die überhaupt noch für eine minimale Versorgung der Lagerbewohner sorgten. Durch die fehlende politische Aktivität der Regierungen sei die Solidarität und Hilfsbereitschaft in der Bevölkerung allmählich erschöpft.
Im Juli 2020 war das für 3000 Menschen konzipierte Lager Moria mit 20.000 Menschen weiter völlig überbelegt. Marquardt forderte, es so schnell wie möglich zu evakuieren, bevor sich die Pandemie dort verbreiten könne. Das sei ein Gebot der Menschenwürde. In der Asylfrage müsse kontinuierlich hart gestritten werden, doch „nur in einem Rahmen, der Menschen in Not hilft“. Politik dürfe notleidende Menschen nicht für die gerade opportunen politischen Ziele benutzen: „Wir müssen aufhören darüber zu reden, was wir nicht können. Wir müssen endlich darüber reden, was wir tun können, und das ist eine ganze Menge“.

### Kabul Luftbrücke
Im Januar 2017 war Marquardt erstmals für zwei Wochen nach Kabul in Afghanistan gereist und hatte über die verzweifelte Lage vieler mittelloser Afghanen berichtet: Sie und ihre Helfer vor Ort würden von westlichen Staaten allein gelassen, deren Diplomaten in abgeschotteten Residenzen wohnten und die reale Lage im Land nicht überblickten. Er kritisierte die Missachtung der Menschenrechte von aus Deutschland abgeschobenen Afghanen und das deutsch-afghanische Rücknahmeabkommen.
Am 25. August 2021 gab Marquardt die maßgeblich von ihm organisierte Aktion Kabul Luftbrücke bekannt: Ein breites Bündnis deutscher NGOs, darunter die Initiativen Leave No One Behind, Sea-Watch und Seebrücke, charterte mit Crowdfunding ein Passagierflugzeug, das nach Kabul fliegen und dort vom Regime der Taliban an Leib und Leben bedrohte Afghanen evakuieren sollte. Marquardt betonte, der zivile Rettungsflug sei mit der Bundesregierung abgesprochen. Man habe Listen von Personen, die gerettet werden müssten, und hunderte weitere Kontakte. Bei genügend Spendenaufkommen waren mehrere Flieger geplant. Überschüssige Spenden sollten in humanitäre Hilfe fließen. Das Team charterte einen Airbus A320 und überwand große bürokratische Hindernisse, bis die Menschen auf den Evakuierungslisten auf den Flughafen Kabul kommen konnten und mitfliegen durften. Bis Ende Oktober 2021 brachte die Kabulluftbrücke fast 600 Personen aus Afghanistan heraus, darunter gefährdete ehemalige afghanische Ortskräfte, Richterinnen, Künstler und Journalistinnen, denen die Bundesregierung eine schriftliche Aufnahmezusage gegeben hatte, und einige deutsche Staatsbürger. Für die Koordination bauten sie ein legales, komplexes Netzwerk mit Kontaktpersonen in Afghanistan, Pakistan, Tadschikistan und Berlin auf. Um keine der Zielpersonen zu gefährden, veröffentlichte die Kabulluftbrücke keine Detailinformationen.

### „Europa schafft sich ab“
2021 veröffentlichte Marquardt seinen kritischen Erfahrungsbericht Europa schafft sich ab über das Leiden und Sterben von Geflüchteten an Europas Außengrenzen. Titel und Inhalt stellen Thilo Sarrazins kontroversem Werk „Deutschland schafft sich ab“ die Kernaussage entgegen: Nicht Zuwanderung und „Moralismus“, sondern die Abkehr von den eigenen Grundwerten gefährden Europa. Diese Abkehr beschreibt Marquardt anhand seiner Erlebnisse auf den Fluchtrouten, die er seit 2015 besuchte. Das Buch beginnt mit einem historischen Rückblick auf den europäischen Kolonialismus, die Zurückweisung von in Deutschland verfolgten Juden durch andere europäische Staaten wie die Schweiz in der NS-Zeit und die Entstehung der Genfer Konvention. Es erklärt mit empirischen Daten und Fakten die zunehmende Entrechtung von Geflüchteten im europäischen Asylrecht („Dublin II“, „Dublin III“), die sogenannte Flüchtlingskrise in Europa ab 2015, den Aufstieg des Rechtspopulismus, die Kriminalisierung von Hilfsorganisationen, das Ertrinkenlassen im Mittelmeer, die Eskalation im Lager Moria und die „Pushbacks“ in der Ägäis. Damit versucht Marquardt seine Ausgangsfrage, wie diese Unmenschlichkeit gegenüber den Schwächsten mitten in Europa geschehen konnte und kann, schrittweise zu beantworten.
Trotz des in vielen EU-Staaten sichtbaren Trends, „Grundprinzipien wie Rechtsstaatlichkeit, Menschenrechte und die Achtung der Menschenwürde zu missachten“, verteidigt Marquardt zuletzt das Projekt der EU im Blick auf ihr Potential, die Egoismen der Nationalstaaten einzudämmen, und ruft dazu auf: „Unsere Generation muss heute und hier den Beweis antreten, dass die europäische Idee nicht nur ein Lippenbekenntnis ist.“
Dabei setzt er vor allem auf die hunderttausenden Flüchtlingshelfer der Zivilgesellschaft und jene Kommunen, die Aufnahmebereitschaft für Geflüchtete zeigen: Sie könnten der EU-Kommission die seit Jahren von den Staatsregierungen verweigerte Verteilung der Aufzunehmenden ermöglichen.
Das Buch erreichte im Juli 2021 Platz 15 der Spiegel-Bestsellerliste für Paperback-Sachbücher.

## Politik

### Grüne Jugend
Von 2009 bis 2015 war Marquardt Mitglied der Grünen Jugend (GJ). Von November 2013 bis Oktober 2014 war er politischer Geschäftsführer, vom Oktober 2014 bis November 2015 einer der beiden Sprecher ihres Bundesverbands.
2014 forderte die GJ alle Delegierten des Bundesparteitags der Grünen dazu auf, die damaligen TTIP-Verhandlungen zu stoppen. Mit diesem Antrag wollte man laut Marquardt die Bundespartei dazu bewegen, ihre bisherige Befürwortung der TTIP-Verträge abzuschwächen und sich auf die TTIP-Kritik einzulassen. Der 44. GJ-Bundeskongress im April 2015 lehnte die Asylrechtsreform der CDU-SPD-Regierungskoalition ab und kritisierte die Zustimmung des grünen Ministerpräsidenten Winfried Kretschmann dazu. Damals sah Marquardt keinen großen Unterschied zwischen „Realos“ und Idealisten bei den Grünen. Zusammen mit Bundessprecherin Theresa Kalmer wünschte er sich kontroverse Debatten und konsequentes Stehen zu den eigenen Forderungen von der Bundespartei.
Zum 25. Tag der Deutschen Einheit am 3. Oktober 2015 erinnerte die GJ in einem Tweet an die Auflösung der DDR und fragte provokativ, warum das mit Deutschland nicht nochmals „gelingen“ sollte. Rechte Politiker von AfD, CSU und CDU reagierten empört und versuchten, den Tweet zu skandalisieren. Marquardt erklärte dazu: Die deutsche Einheit werde unter dem Motto „Grenzen überwinden“ gefeiert, während die Regierungsparteien offen über Grenzzäune gegen Flüchtlinge diskutierten und an den europäischen Außengrenzen täglich Menschen stürben. „Dass man über die Vision einer europäischen Integration bis hin zu einem europäischen Staat ohne gesicherte Außengrenzen nicht mal mehr laut sprechen darf, zeigt, dass die Grenzen in den Köpfen noch längst nicht überwunden sind“. Gegenüber grünen Kritikern des Tweets betonte er, es sei Aufgabe der GJ, provokant zu sein und den Finger in die Wunde zu legen. Die Grünen hätten früher stärker einen Debattenraum angeboten, der provokativ zum Anstoßen von Debatten genutzt worden sei. Heute werde alles kritisiert, was die Mehrheit der Gesellschaft womöglich anstößig finde. Der Tweet diente dem rechtsextremen Magazin Compact nach der Europawahl 2019 als Beleg für die Falschbehauptung, die Grünen planten die Abschaffung Deutschlands als Nationalstaat.
Bei der Bundesdelegiertenkonferenz der Grünen im November 2015 in Halle (Saale) setzten Marquardt und der GJ-Bundesvorstand durch, dass Forderungen zur Verbesserung der Flüchtlingsunterkünfte und Einführung von Asyl-Visa als Form der legalen Fluchtwege in einen Leitantrag des Bundesvorstands zur Asylpolitik aufgenommen wurden. Der Satz, dass alle Asylantragsteller ein Bleiberecht erhalten sollten, wurde jedoch abgelehnt.
Marquardt gehörte zu den GJ-Bundessprechern, die kontinuierlich mit den Jungsozialisten zusammenarbeiteten, um eine rot-rot-grüne Mehrheit in ihren Parteien und im Bundestag durchzusetzen. Auch 2018 betonte er die zentrale Aufgabe der GJ-Bundessprecher als Vertreter des Jugendverbands in der Bundespartei und die wichtige Rolle der Bundesdelegiertenkonferenz, deren Beschlüsse dem Handeln des Bundesvorstands zugrunde lägen.

### Institut Solidarische Moderne
Im April 2016 wurde Marquardt als einer von sechs neuen Beiräten in den 13-köpfigen Vorstand des Instituts Solidarische Moderne (ISM) in Berlin gewählt. Er trug im Mai 2016 den ISM-Aufruf „Mit der Demokratie neu beginnen“ für einen „linken gesellschaftlichen Aufbruch“ mit. Mit dem ISM warb er vor der Bundestagswahl 2017 und erneut vor der Bundestagswahl 2021 für eine Regierungskoalition aus den Grünen, der SPD und der Linkspartei („R2G“). Damit wollte das ISM der gesellschaftlichen und innerparteilichen „Drift nach rechts“ entgegentreten, besonders hinsichtlich der Migrations- und Flüchtlingspolitik, und eine Vernetzung mit progressiven sozialen Bewegungen („Mosaiklinke“) fördern, etwa bei den Themen Mindestlohn, Bürgerversicherung, sanktionsfreies Grundeinkommen, Verkürzung der Erwerbsarbeitszeit, Energie- und Mobilitätswende, neue Finanzarchitektur.

### Bundestagskandidat 2017
Im November 2015 wurde Marquardt in den Parteirat von Bündnis 90/Die Grünen gewählt. Im Mai 2017 wählten ihn die Grünen im Bundestagswahlkreis Berlin-Treptow – Köpenick zu ihrem Direktkandidaten für die Bundestagswahl 2017 mit Listenplatz 6.
Im Wahlkampf sah er kaum Chancen auf ein Direktmandat und warb vor allem um Zweitstimmen. Sinn der Politik sei, auf Brennpunkte hinzuweisen, etwa den Klimawandel und dessen Folgen wie zerstörte Lebensgrundlagen und weltweite Fluchtbewegungen. Bei Ökologie, Klima und Umwelt gehe es um entscheidende Menschheitsfragen, für die die Grünen gebraucht würden. Auch beim Thema Migrationspolitik und Asyl unterschieden sich die Grünen deutlich. Er betrachte sie als linksliberale Partei, die aber linke Positionen programmatisch und öffentlich zu wenig glaubwürdig vertrete. Mitregierende Grüne ließen etwa Abschiebungen nach Afghanistan weiterlaufen. In einem Interview forderte er vom Bundesvorstand der Grünen, Abschiebungen nach Afghanistan konsequent auszuschließen, weil es dort keine sicheren Gebiete gebe.
Marquardt erhielt in seinem Wahlkreis fünf Prozent der Erststimmen, seine Partei 7,8 Prozent der Zweitstimmen. Damit verfehlte er den Einzug in den Bundestag.

### Europaparlamentarier ab 2019

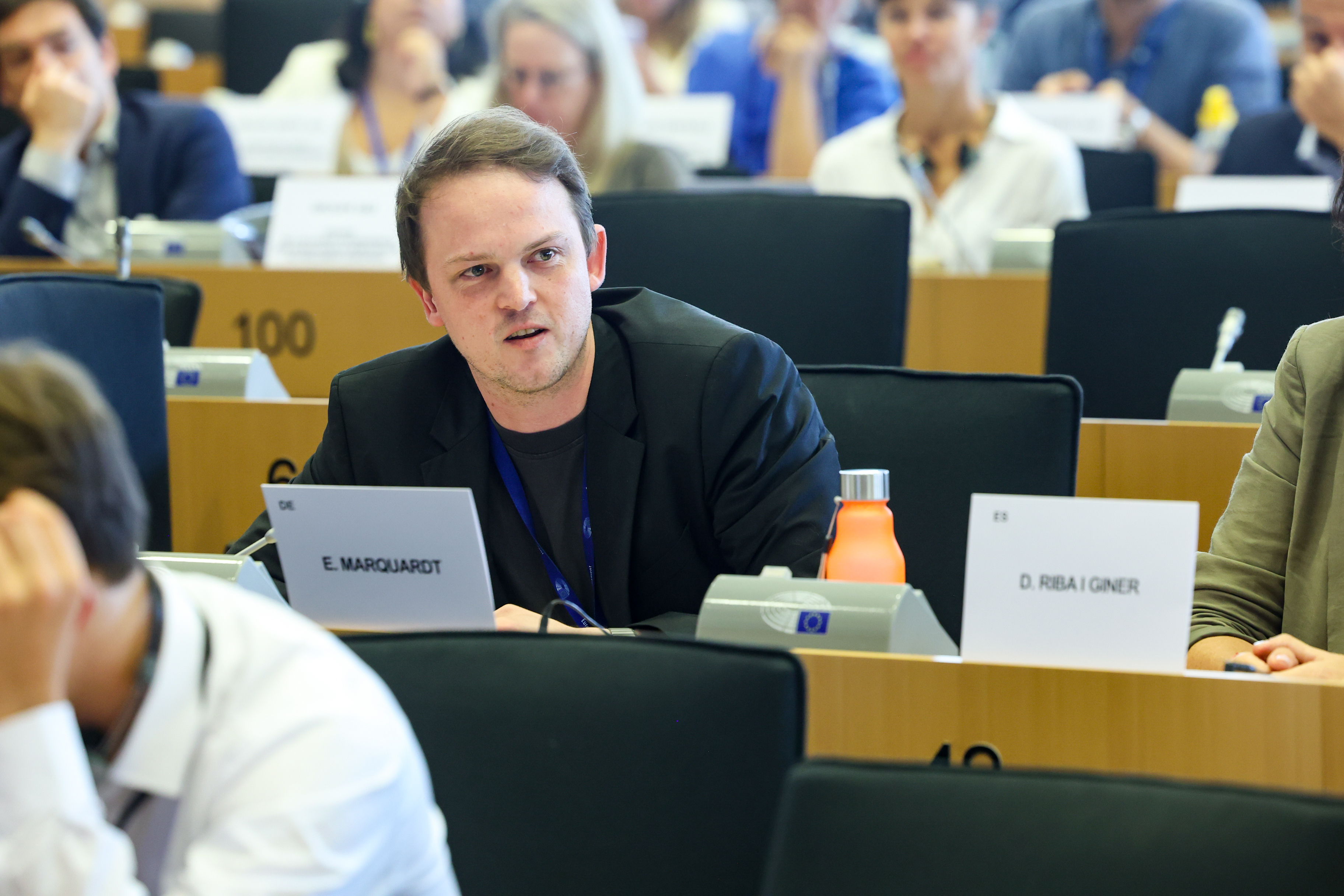
Marquardt im Kultur-Ausschuss des Europäischen Parlaments (2024)

Zur Europawahl 2019 kandidierte Marquardt mit den Themenschwerpunkten Migrations-, Bildungs- und Wissenschaftspolitik auf dem 8. Platz der grünen Europaliste. Wegen der hohen Stimmenanteile für seine Partei zog er in das Europäische Parlament ein und wurde als einer von 21 deutschen Abgeordneten Mitglied der 75-köpfigen Fraktion Die Grünen/Europäische Freie Allianz (G/EFA). Seitdem ist er Berufspolitiker. Bei der Europawahl 2024 wurde Marquardt auf Listenplatz 8 erneut ins Europäische Parlament gewählt.
Im Parlament bekleidet er folgende Ämter:
- Stellvertretender Vorsitzender im Entwicklungsausschuss,
- Stellvertreter im Ausschuss für bürgerliche Freiheiten, Justiz und Inneres,
- Stellvertretender Vorsitzender in der Delegation für die Beziehungen zu den Maschrik-Ländern,
- Mitglied der Delegation für die Beziehungen zu Afghanistan,
- Stellvertreter in der Delegation für die Beziehungen zu Irak,
- Stellvertreter in der Delegation in der Parlamentarischen Versammlung der Union für den Mittelmeerraum.[43]

Er trug eine Stellungnahme des Entwicklungausschusses vom 15. Oktober 2021 mit, die mehr Möglichkeiten zu legaler Einwanderung in die Europäische Union fordert, um das Massensterben auf ungesicherten Fluchtrouten nach Europa zu beenden. Am 20. Oktober 2021 stellte er zusammen mit sechs weiteren Europaabgeordneten eine schriftliche Anfrage an die EU-Kommission zu einem italienischen Gerichtsurteil, das Rückführungen von Migranten nach Libyen verbietet. Die Anfrage forderte die EU-Kommission indirekt auf, die Zusammenarbeit von EU-Mitgliedstaaten und der Agentur Frontex mit Libyen bei der Zwangsrückführung von Menschen nicht länger zu unterstützen, und die Fälle zu untersuchen, wo Frontex solche Zwangsrückführungen ermöglichte.

### Koalitionsverhandlungen 2021
Nach der Bundestagswahl 2021 begannen ab Oktober 2021 die Koalitionsverhandlungen von SPD, FDP und Grünen zur Bildung der neuen Bundesregierung. Marquardt nahm als einer von vier Politikern der Grünen an den Verhandlungen zum Thema Migration und Asyl teil. Die Verhandlungen wurden durch gezielte Vertreibungen von Geflüchteten aus Belarus nach Westen belastet. Erwartet wurde eine schwierige Kompromissfindung mit FDP- und SPD-Politikern, die Abschiebungen auch in Kriegsgebiete bisher Vorrang gegeben hatten. Während das grüne Wahlprogramm sich an Menschenrechten orientiert, hatten grüne Koalitionspartner sich regelmäßig an solchen Abschiebungen beteiligt.